# Anonychia antangulata
Anonychia antangulata är en fjärilsart som beskrevs av Eugen Wehrli 1939. Anonychia antangulata ingår i släktet Anonychia och familjen mätare. Inga underarter finns listade i Catalogue of Life.